# Нови свет
Нови свет је једно од имена које се користило за Амерички континент. Овај назив је ушао у употребу од 15. века, пошто је Колумбо открио Америку. Придев „нови” се употребљавао како би се разликовао од оног што је већ било познато западној цивилизацији: сама Европа и континенти Азија и Африка. Стога би можда могло да се каже да овај термин имплицира евроцентристичке конотације. Термин „нови свет” је искључиво историјски термин и не треба да се користи као синоним за географски појам Америчког континента.
Када се Кристифор Колумбо 1493. након открића Америке вратио у Европу, шпански хроничар италијанског порекла Пијетро Мартире ди Ангијера (итал. Pietro Martire D'anghiera) је назвао новооткривене земаље Новим светом (лат. novi orbis, orbo novo). Ангијера је био шпански хроничар освајања и колонизације и записивао је разговоре са морнарима и истраживачима.
Године 1516. написао је књигу „О Новом свету” (шп. De orbe novo). Тај термин је преузео и Ђовани да Верацано (итал. Giovanni da Verrazzano) 1524, када је путовао уз обалу данашњих САД.
Назив „Нови свет” и „Америка” је постао општеприхваћен од 1507, када су га тако обележавали и картографи Хуан де Коса (шп. Juan de la Cosa) и Немац Мартин Валдземилер и заменио је стари назив — Западне Индије. Прву карту је нацртао Хуан де Коса 1500, по повратку Кристифора Колумба са трећег путовања у Америку (1498), на коме је де Коса био картограф на броду Ниња.